# Inácio António Nunes
Inácio António Nunes (14 de julho de 1935 - 1 de Fevereiro de 2023) foi um empresário e político moçambicano. um membro fundador da União Nacional Africana de Moçambique Independente (UNAMI) e posteriormente da Frente de Libertação de Moçambique (FRELIMO), originada a partir da união de três movimentos nacionalistas.